# 하일중학교
하일중학교는 경상남도 고성군에 있었던 공립 중학교이다.

## 학교 연혁
- 1967. 09. 08. 고성중학교 하일분교 설립인가(3학급)
- 1968. 03. 03. 하일중학교 개교(3학급)
- 1970. 03. 01. 하일중학교 독립인가
- 1972. 01. 02. 학급 증설(9학급 인가)
- 1973. 03. 01. 학급 감축(6학급 인가)
- 1997. 03. 01. 학급 감축(3학급 인가)
- 2009. 02. 17. 제39회 졸업 8명(총 졸업생 수 3,568명)
- 2009. 09. 01. 제21대 김영수 교장 부임
- 2010. 02. 11. 제40회 졸업 15명(총 졸업생 수 3,583)
- 2010. 03. 02. 특수학급 증설(1학급 인가)
- 2011. 02. 15. 제41회 졸업 12명(총 졸업생 수 3,595)
- 2011. 09. 01. 제22대 이규호 교장 부임
- 2012. 02. 17. 제42회 졸업 12명(총 졸업생 수 3,607)
- 2013. 02. 13. 제43회 졸업 11명(총졸업생수 3,618)
- 2014. 02. 14. 제44회 졸업 14명(총 졸업생 수 3,632)
- 2015. 02. 12. 제45회 졸업 10명(총 졸업생 수 3,642)
- 2015. 03. 01. 제23대 강성동 교장 부임
- 2016. 02. 29. 폐교 및 기숙형 중학교 소가야중학교로 통폐합[1], 48년만에 폐업

## 폐교 이후
폐교 이후, 하일중학교 자리에는 경남고성음악고등학교가 2017년에 개교하였다.

## 참고 자료
- 하일중학교 - 한국교육학술정보원 학교알리미